# Comité d'étude et de liaison des intérêts bretons
Le Comité d'étude et de liaison des intérêts bretons (CELIB) est un groupe de pression créé le 22 juillet 1950 par un groupe de personnalités dont René Pleven, Joseph Halléguen et de l'autonomiste Joseph Martray. 
Dans le contexte de l’après-guerre, il s’agit de promouvoir le développement économique et l’identité de la Bretagne (cinq départements : Côtes-du-Nord, Finistère, Ille-et-Vilaine, Loire-Inférieure et Morbihan), en profitant du plan de reconstruction et du plan Marshall. 
Dynamisé par son secrétaire Joseph Martray, ce « lobby breton » obtient de nombreux aménagements (le Plan routier breton par exemple), est à l'origine du processus de régionalisation en France (création en 1964 des CODER dont la première sera créée en Bretagne) et du « miracle économique breton » dans les années 1960 (développement de l'industrie agroalimentaire, implantation de l'usine PSA de Rennes en 1961, du Joint français à Saint-Brieuc en 1963).

## Objectif
En 1950, la Bretagne est très en retard sur le plan économique (90 % des logements ruraux sont sans eau courante contre 34 % en France). Les idées-forces du CELIB sont alors de :[réf. nécessaire]
- permettre à la Bretagne de connaître une nouvelle phase de développement
- faire de la Bretagne une région prioritaire de la politique d’aménagement du territoire. Cette politique n’a jamais été conçue comme une politique d’assistance mais comme un cadre permettant aux initiatives régionales de se développer.
- redonner un second souffle à une industrie exsangue pour compenser les effets dramatiques de l’exode rural et un solde migratoire négatif
- sortir la région d’un isolement tant intellectuel que matériel
- maintenir ou retrouver un héritage culturel auquel les Bretons sont attachés
- contribuer au développement de la régionalisation.

## Création
Le CELIB est issu des réflexions de Joseph Martray, marqué par la lecture de l'ouvrage de Jean-François Gravier, Paris et le désert français, et par ses relations avec le mouvement fédéraliste La Fédération. 

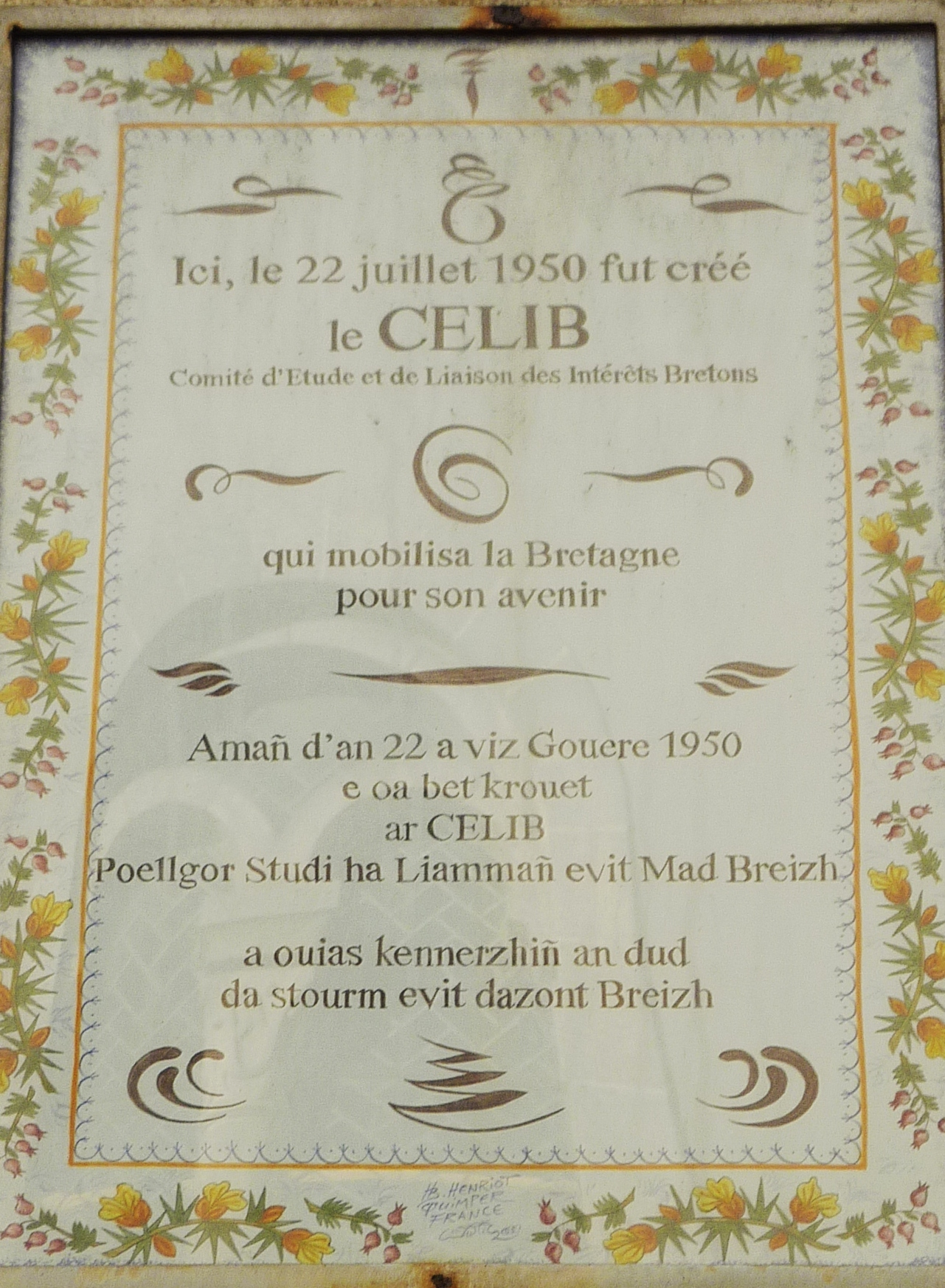
La plaque commémorative de la création du CELIB le 22 juillet 1950 à Quimper

À l’occasion des élections législatives de 1951, le CELIB contacte tous les candidats afin de créer un intergroupe parlementaire, chargé de promouvoir ses projets ; seuls les communistes déclinent l’invitation. Les statuts de l’organisation sont déposés le 30 octobre (publication au Journal officiel le 23 novembre), il s'agit d’une Association loi de 1901 financée par les 5 conseils généraux. Le président est René Pleven, assisté de trois vice-présidents : Paul Ihuel, député du Mouvement républicain populaire du Morbihan, André Morice, député du Parti radical de Loire-Inférieure et François Tanguy-Prigent, député socialiste du Finistère. Les réunions de l’intergroupe parlementaire sont mensuelles.
Initialement nommé CLIB (Comité de Liaisons des Intérêts Bretons), le groupe décide de fonder ses actions sur des études solides en s’associant notamment les services du géographe Michel Phlipponneau. Peu à peu, l’organisme regroupe au-delà des clivages politiques toutes les forces vives de la Bretagne et connait son apogée au milieu des années 1960. Pour une défense des intérêts bretons « transcendant les intérêts singuliers », il regroupe à cette époque l’ensemble des parlementaires bretons, les conseils généraux, 1 200 communes dont les maires des grandes villes bretonnes, l’ensemble des syndicats ouvriers (CGT, CFDT, FO, CFTC), les organisations patronales, les chambres de commerce et d'industrie, les chambres des métiers, les universités et les associations de défense de la culture et de la langue bretonne.

## Histoire
En 1952, un rapport sur l’aménagement de la Bretagne est élaboré par le CELIB, ce dernier est homologué comme Comité régional d’expansion économique en 1955. L’année suivante, le rapport de 1952 est utilisé par le gouvernement de Guy Mollet, comme programme d’action régionale. 
Le 13 juillet 1956, le premier Programme d'action régionale (PAR) est publié en Bretagne, grâce à l’action du CELIB. Les dossiers prioritaires sont le développement de l’agriculture, les activités maritimes, l’industrialisation, le développement du tourisme, etc. La Société de développement régional de la Bretagne (SDR) et la Société d’économie mixte pour l’aménagement et l’équipement de la Bretagne (SEMAEB) sont créées en 1957.
En 1958 commence le déclin consécutif à la « trahison des notables » : ralliement de certains membres à la Ve République. 1959 voit la création en France de 21 régions-programmes dont la Bretagne avec 4 départements (reprenant pour la Bretagne, les limites de la région économique éphémère de Rennes créée par le régime de Vichy). L’assemblée générale du CELIB adopte la « loi-programme pour la Bretagne » rédigée par le géographe Michel Phlipponneau à Lorient en 1962. Cependant le gouvernement français ne s’engage pas sur un plan de financement pluriannuel. 
Le 11 mai 1968, dans un contexte politique et social tendu ainsi que d'accélération des départs dans l'agriculture, le CELIB demande à être reçu par le Premier ministre Georges Pompidou.  Le 31 mai, une délégation composée de René Pleven, Paul Ihuel, Gabriel de Poulpiquet, Georges Lombard, Henri Ducassou, Hyacinthe Belbéoc'h, Jean Rohou, Joseph Martray et Georges Pierret est ainsi reçue à Matignon pour près d'une heure et demi de négociations,. Celles-ci permettent l'obtention d'engagements forts de l'État en Bretagne sur plusieurs années, dont la construction du port de Roscoff - Bloscon, du Plan routier breton, du Centre océanographique de Bretagne (futur Ifremer) ou encore de l'amélioration des liaisons ferroviaires et aériennes vers la Bretagne. 

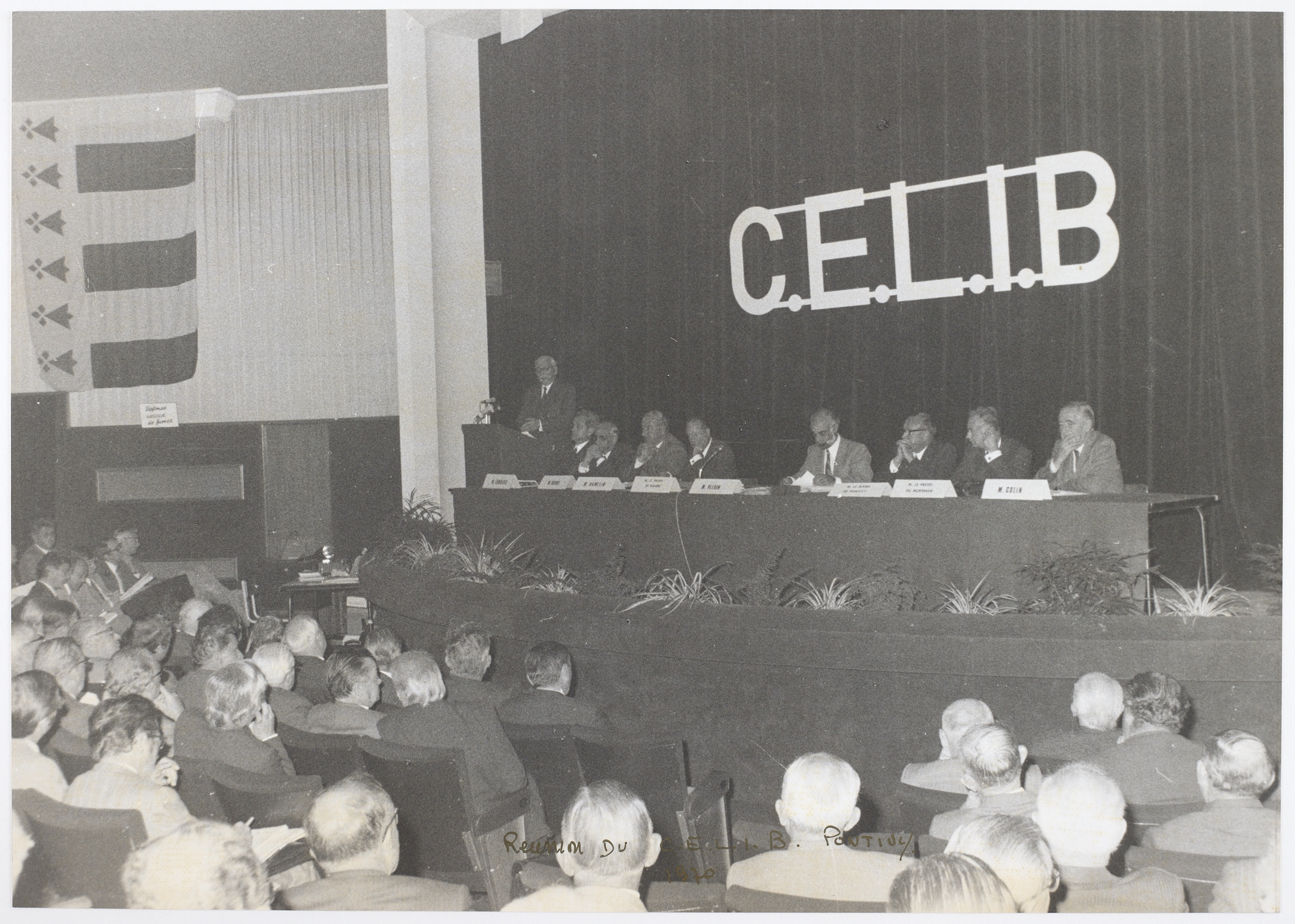
Réunion du CELIB à Pontivy en 1970.

En 1971, c’est le nouveau CELIB, animé notamment par le maire de Brest Georges Lombard, qui lance un « Livre Blanc » (programme complet) pour la Bretagne, définissant la région comme une « fédération de pays ». Ce Livre Blanc n’est que très mollement pris en compte par l'assemblée régionale, même si la politique en faveur des pays atteint 5 % du budget en 1976. Cette nouvelle structure n’a pas l’influence du CELIB des années 1950-1960 mais sa réactivation en 1977 est à l'origine de la signature cette même année, sous la présidence de Valéry Giscard d'Estaing, de la Charte culturelle bretonne entre l’État, le conseil régional de Bretagne et les conseils généraux bretons dont celui de Loire-Atlantique, qui reconnaît la langue et la culture bretonnes et vise leur pérennité. 
Au début des années 1980, le CELIB disparaît mais est relayé depuis par des clubs de réflexion (tel le Club des Trente et l'Institut de Locarn) ou l'entreprise associative Produit en Bretagne.

## Études et archives
Les Archives départementales d'Ille-et-Vilaine, conservent dans la sous-série 30 J, les archives du CELIB, soit 18,50 mètres linéaires. 
Parmi ces études et rapports, on trouve par exemple :
- Michel Boudard, préfacé par Michel Phlipponneau, Les problèmes du charbon en Bretagne, CELIB, 1961, (monographie, 130 p)
- H. De Guébriant, Le problème des débouchés des produits agricoles bretons, CELIB, 1953, 82 p.
- Michel Phlipponneau, Inventaire des possibilités d'implantations industrielles en Bretagne, CELIB, 1956, 164 p.
- Le problème des tarifs ferroviaires en Bretagne, CELIB, 1959, 30 p
- Yves Lainé, Europe, rends-nous la mer !,  CELIB, 1975